# Thăng Thọ
Thăng Thọ là một xã thuộc huyện Nông Cống, tỉnh Thanh Hóa, Việt Nam.
Xã có diện tích 7,07 km², dân số năm 1999 là 5377 người, mật độ dân số đạt 761 người/km².
Thăng Thọ có 03 thôn gồm: Thọ Đông (Đông Thôn), Thọ Khang (Khang Ninh), Thọ Thượng (Thượng Vặn).